# Clostridium acidurici
Clostridium acidurici è una specie di batterio appartenente alla famiglia delle Clostridiaceae.